# قطعنامه ۱۸۵۱ شورای امنیت
قطعنامه ۱۸۵۱ شورای امنیت سازمان ملل متحد که در تاریخ ۱۶ دسامبر ۲۰۰۸ تصویب شد، سندی بین‌المللی دربارهٔ بررسی وضعیت در سومالی است. این قطعنامه طی نشست ۶۰۴۶ام با ۱۵ رای موافق، ۰ مخالف و ۰ ممتنع تصویب شد.